# The Time Warp
"The Time Warp" är en sång som är med i rockmusikalen The Rocky Horror Show från 1973 och i filmatiseringen av den, The Rocky Horror Picture Show från 1975. Sången är komponerad av Richard O'Brien och Richard Hartley, med text av O'Brien och finns med på filmens soundtrack. Till sången hör även en speciell dans, som beskrivs i en slags instruktion i texten. Förutom att dansen förekommer på scenen och i filmen så är den även en del i filmvisningarna, där publiken sjunger med i sången och dansar stegen.
Sången har även släppts i andra versioner och använts i parodier. 